# Slätvar
Slätvaren (Scophthalmus rhombus) är en fisk i ordningen plattfiskar.

## Utseende
Slätvaren har en ovalare kroppsform och når en vikt upp till sju kilogram. Fisken är ungefär 68 centimeter lång. Den skiljer sig från piggvaren genom sin släta ögonsida, som har små, runda, tätt liggande fjäll, men saknar taggar och benknölar. Ögonen ligger på kroppens vänstra sida och fisken ligger vanligtvis på höger sida. Slätvarens sidolinje är s-formad.
Fiskens kroppsfärg kan variera mycket. Ögonsidan är oftast anpassade till omgivningen i sandfärgad, olivgrön eller mörkbrun med ljusa och mörka prickar. Den andra kroppssidan är vit och har mörka fläckar. Bukfenan och analfenan är skilda från varandra. Ryggfenan börjar redan framför ögonen. Ryggfenan har 63 till 85 strålar. Analfenan har 42 till 56 strålar och bukfenan 10 till 12 strålar.

## Utbredning
Slätvaren förekommer nära kustlinjen i Atlanten, Medelhavet, Nordsjön, västra Östersjön fram till Rügen och i Svarta havet. I Atlanten sträcker sig utbredningsområdet från Norge och Island till Marocko. Arten finns på slam, sand och grus 5 till 70 meter under vattenytan. Arten blev i augusti 2008 Finlands 100:e fiskart (nejonöga är oräknad eftersom den tillhör familjen rundmunnar), när en slätvar fångades utanför Tvärminne zoologiska station, utanför Hangö.

## Levnadssätt
Slätvaren jagar huvudsakligen små fiskar, kräftdjur och blötdjur som förekommer vid havsbottnen.
Arten parningsleker mellan våren och sommaren i pelagiska havsområden. Tack vare oljedroppar i höljen sjunker äggen inte till bottnen. Efter cirka två veckor kläcks de fyra millimeter långa ungfiskarna som livnär sig av små kräftdjur och plankton. När ungarna är 3,5 centimeter långa, genomgår de en metamorfos och ändrar utseende till typiska plattfiskar.
Hanar blir könsmogna när de är ungefär 25 centimeter långa och honor vid en längd mellan 30 och 40 centimeter.

## Slätvar som matfisk
Det finns inget särskilt fiske på slätvaren men arten är ofta bifångst. Vid Europas kuster fångas årligen ungefär 3 000 ton av denna art.